# Веневитинов, Михаил Алексеевич
 Михаил Алексеевич Веневитинов  (1844—1901) — русский археолог, историк, поэт, археограф, писатель из рода Веневитиновых. Племянник поэта Д. В. Веневитинова.

## Биография
Происходил из потомственных дворян Воронежской губернии: сын сенатора Алексея Владимировича Веневитинова (1806—1872) и Аполлинарии Михайловны (1818—1856?) — дочери графа М. Ю. Виельгорского.
После окончании со степенью кандидата историко-филологического факультета Императорского Санкт-Петербургского университета, в 1868 году М. А. Веневитинов вступил сверхштатным старшим чиновником особых поручений при воронежском губернаторе В. А. Трубецком. В том же году он был назначен штатным чиновником и заведующим канцелярией воронежского губернатора, а в следующем году — секретарём статистического комитета, с оставлением в должности чиновника особых поручении при губернаторе. В 1870 году стал членом, а затем председателем Воронежского уездного училищного совета.
С 1870-х годов управлял семейными имениями в Воронежской губернии. В селе Гнездилово Землянского уезда построил и безвозмездно передал уездному земству больницу и врачебный пункт с жильём для медперсонала. В Новоживотинном навёл образцовый порядок, трудился над улучшением местного сельского хозяйства, помогал земству строить школы и больницы.
В 1871 году был причислен ко 2-му отделению Собственной Его Императорского Величества канцелярии сверх штата. Когда в 1873 году началась работа по устройству архивов, М. А. Веневитинов принял в ней активное участие; в 1875 году был назначен ближайшим сотрудником заведующего архивом 2-го отделения Д. В. Поленова. В 1874 году пожалован в камер-юнкеры Двора Его Императорского Величества. С 1875 года он работал в состоявшей при министерстве народного просвещения Императорской Археографической комиссии; редактировал издания Православного Палестинского общества. В 1876 году впервые избран почётным мировым судьёй по Землянскому уезду (в дальнейшем он ещё четырежды избирался мировым судьёй по Землянскому уезду и с 1879 году трижды — по Воронежскому уезду). В 1878 году назначен делопроизводителем в особое, под председательством главноуправляющего 2-м отделением Собственной Его Императорского Величества канцелярии, совещание для рассмотрения проекта органического устава Болгарского княжества.
В 1879 году назначен в качестве депутата от 2-го отделения Собственной Его Императорского Величества канцелярии в Высочайше утверждённую под председательством сенатора Калачова комиссию об устройстве архивов. В 1880 году Высочайшим приказом по 2-му отделению Собственной Его Императорского Величества канцелярии назначен помощником старшего чиновника. В следующем году отчислен от этой должности, с оставлением при 2-м отделении и в звании камер-юнкера. В 1882 году при преобразовании 2-го отделения в кодификационный отдел при Государственном Совете был назначен главноуправляющим этим отделом. В 1888 году Воронежским губернским дворянским собранием был избран уездным предводителем дворянства и первым кандидатом на должность воронежского губернского предводителя дворянства. С 1889 года — гофмейстер.
В 1894 году утверждён почётным попечителем Воронежского реального училища. В этом же году избран Воронежским губернским земским собранием попечителем Конь-Колодезской хозяйственной школы. В 1896 году назначен директором Московского публичного и Румянцевского музея, куда пожертвовал свою обширную библиотеку с книжными и художественными редкостями, перешедшими к нему от графов Виельгорских, и документами, ценными для истории литературы пушкинской эпохи, вместе с семейным архивом. Принимал участие в формировании Фонда им. А. Хованского, был одним из его жертвователей. Был награждён орденом Св. Владимира 3-й степени.
Умер М. А. Веневитинов в Новоживотинном 14 (27) сентября 1901 года; похоронен в Москве — в Донском монастыре (фото могилы). Личный фонд М. А. Веневитинова в отделе рукописей Российской государственной библиотеки насчитывает около 2500 единиц хранения.

## Семья
С 15 апреля 1890 года был женат на княжне Ольге Александровне Щербатовой (1861—1892), дочери московского городского головы князя А. А. Щербатова, но потомства не оставил.